# Холодный взрыв
Холодный взрыв — явление бурной цепной химической реакции, происходящей при охлаждении до температур, близких к абсолютному нулю. Эффект был открыт в 1980 году в Институте химической физики АН СССР. Первоначально реакция была обнаружена для смеси метилциклогексана и хлора, охлаждённой до температуры ~10 К. Инициирование реакции обеспечивается лучом лазера, разбивавшим молекулы хлора на активные радикалы. В дальнейшем смесь быстро охлаждалась, превращаясь в стекловидную массу. В диапазоне температур от 60 до 10 К происходит взрыв. Снижение концентраций реагентов приводит к более низким температурам начала реакции.
Механизм реакции объясняется наличием в образце деформаций сжатия, возникающих при быстром охлаждении и в ходе самой реакции. При понижении температуры деформации не успевают релаксировать, и их число лавинообразно нарастает, что приводит к взрыву. Взаимодействие частиц происходит благодаря туннельному эффекту.